# Connie Guion
Connie Myers Guion, född 29 augusti 1882, död 30 april 1971 var en amerikansk professor i medicin. Hon var inflytelserik när det gällde att utveckla hälsovårdssystem för fattiga i New York och träningsprogram för ny vårdpersonal vid Cornell Medical Center. Hon grundade Cornell Pay Clinic, som stödde de fattiga i staden och såg till att de fick utbildning. Hon var den första kvinnan som utsågs till professor i klinisk medicin och 1963 blev hon den första levande kvinnliga läkaren som fick en byggnad uppkallad efter sig (New York Hospital's Connie Guion Building). Fram till sin död gjorde hon många hembesök och drev sin egen privata klinik.